# Francisca Cualladó Baixauli
Francisca Cualladó Baixauli (Molino de San Isidro, Barrio de Ruzafa, Valencia, 3 de diciembre de 1890 — Benifayó, 19 de septiembre de 1936) fue una mártir católica, muerta durante la Guerra Civil Española. Era una costurera, siendo martirizada por expresar públicamente su fe y participando en la eucaristía, fusilada en el paraje “Torre Espioca”, de Benifayó; siendo beatificada por el beato papa Juan Pablo II el 11 de marzo de 2001. Su fiesta se celebra el 19 de septiembre.